# Kąkolewnica Wschodnia
Kąkolewnica Wschodnia è un comune rurale polacco del distretto di Radzyń Podlaski, nel voivodato di Lublino.
Ricopre una superficie di 147,71 km² e nel 2004 contava 8 529 abitanti.